# Can Lloses - Can Marcer
Can Lloses és una urbanització de Sant Pere de Ribes que està situada a poc menys d'un km al NE del nucli de Ribes. S'hi accedeix des de la carretera d'Olivella. La urbanització està formada per dos sectors: el de can Lloses i el de can Marcer de la Penya. En ambdós casos els noms provenen de masies.
Es començà a construir durant la dècada dels 60 del segle XX amb el nom de «Valles Altos». Es troba a les portes del Parc Natural del Garraf. El 2006 tenia 315 habitants empadronats. La urbanització no està legalitzada i, per tant, no disposa de molts dels serveis essencials, tot i que s'han iniciat els tràmits per tal de solucionar-ho.